# Epifusulina
Epifusulina es un género de foraminífero bentónico considerado un sinónimo posterior de Quasifusulina de la subfamilia Fusulininae, de la familia Fusulinidae, de la superfamilia Fusulinoidea, del suborden Fusulinina y del orden Fusulinida. Su especie tipo era Fusulina longissima. Su rango cronoestratigráfico abarca desde el Pennsylvaniense (Carbonífero superior) hasta el Cisuraliense (Pérmico inferior).

## Discusión
Clasificaciones más recientes incluirían Epifusulina en la subclase Fusulinana de la clase Fusulinata. Otras clasificaciones lo incluirían en la Subfamilia Quasifusulininae.

## Clasificación
Epifusulina incluía a las siguientes especies:
- Epifusulina longissima †, aceptada como Quasifusulina longissima